# إيفانا فيتشروفا
إيفانا فيتشروفا (بالتشيكية: Ivana Večeřová)‏ مواليد 30 مارس 1979 في شومبيرك، تشيكوسلوفاكيا، هي لاعبة كرة سلة تشيكية. بدأت مسيرتها الاحترافية في سنة 1998. يبلغ طولها 6 قدم 4 بوصة (1.9 م). مثلت منتخب بلادها. شاركت في دورة الألعاب الأولمبية الصيفية سنة 2004. حققت المركز الثاني في بطولة كأس العالم لكرة السلة للسيدات 2010. لعبت مع روس كاسارس فالنسيا ونادي غلطة سراي لكرة السلة للسيدات.

## سجل المنافسة
شاركت في المنافسات التالية:
- الألعاب الأولمبية الصيفية 2004
- الألعاب الأولمبية الصيفية 2008

## الميداليات
| الميدالية | المسابقة                                 |
| --------- | ---------------------------------------- |
| فضية      | بطولة كأس العالم لكرة السلة للسيدات 2010 |

## روابط خارجية
- إيفانا فيتشروفا على موقع الاتحاد الدولي لكرة السلة (الإنجليزية)
- إيفانا فيتشروفا على موقع كرة السلة الأوروبية.كوم (الإنجليزية)
- إيفانا فيتشروفا على موقع بروبوليرز (الإنجليزية)
- إيفانا فيتشروفا على موقع سبورتس رفرنس (الإنجليزية)
- إيفانا فيتشروفا على موقع أوليمبيديا (الإنجليزية)
- إيفانا فيتشروفا على موقع اللجنة الأولمبية التشيكية (التشيكية)